# Bieliki
Bieliki [pronunciación en polaco: /bjɛˈliki/] es un pueblo ubicado en el distrito administrativo de Gmina Sulmierzyce, dentro del Distrito de Pajęczno, Voivodato de Łódź, en Polonia central. Se encuentra aproximadamente a 8 kilómetros al este de Sulmierzyce, a 22 kilómetros al este de Pajęczno, y a 68 kilómetros al sur de la capital regional Łódź.